# Brevechelidonium circumsplendens
Brevechelidonium circumsplendens är en skalbaggsart som först beskrevs av Hüdepohl 1998.  Brevechelidonium circumsplendens ingår i släktet Brevechelidonium och familjen långhorningar. Inga underarter finns listade.